# Htop
htop é um visualizador de processos e gerenciador de processos interativo. Ele é projetado como uma alternativa para o programa top do Unix. Ele mostra uma lista atualizada (com frequência) dos processos em execução em um computador, normalmente ordenada pela quantidade de uso da CPU. Ao contrário do top, o htop fornece uma lista completa dos processos em execução, em vez dos principais processos que consomem recursos. Ele também utiliza cores e fornece informações visuais sobre o estado do processador, do swap e da memória.
Os usuários geralmente implantam o htop nos casos em que o top do Unix não fornece informações suficientes sobre os processos do sistema. O htop também é usado popularmente de forma interativa como um monitor de sistema. Comparado com o top, ele fornece uma interface mais conveniente, visual e controlada por cursor para enviar sinais aos processos.
htop é escrito na linguagem de programação C usando a biblioteca ncurses. Seu nome é derivado do primeiro nome do autor original, como um aceno para pinfo, um programa para substituição do info que possui a mesma função.
Como as interfaces de monitoramento do sistema não são padronizadas entre sistemas operacionais do tipo Unix, muito do código do htop deve ser reescrito para cada sistema operacional. O suporte multiplataforma foi adicionado no htop 2.0.